# 耶希爾尤爾特

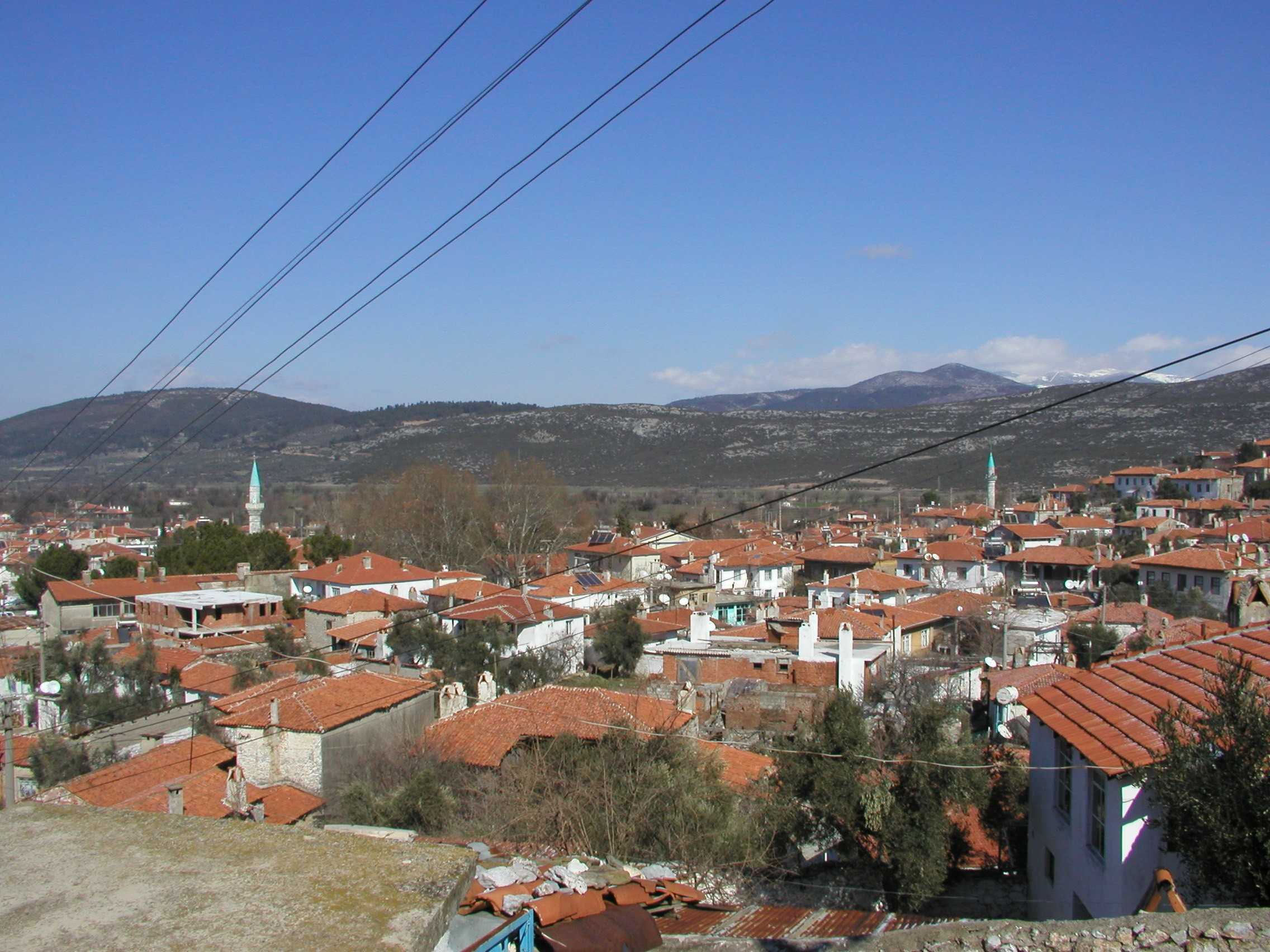

耶希爾尤爾特是土耳其的城鎮，由穆拉省負責管轄，位於該國西南部，距離首府穆拉 (穆拉省)15公里，海拔高度492米，主要經濟活動是農業，2010年人口2,594。